# Трудове (Конотопський район)
Трудове́ — село в Україні, в Путивльському районі Сумської області. Населення становить 25 осіб. До 2018 орган місцевого самоврядування — Чорнобривкинська сільська рада.

## Географія
Село Трудове знаходиться на відстані 1 км від сіл Суворове, Зозулине, Голубкове і Іллінське. Поруч проходить автомобільна дорога Т 1911.

## Історія
12 червня 2020 року, відповідно до розпорядження Кабінету Міністрів України № 723-р «Про визначення адміністративних центрів та затвердження територій територіальних громад Сумської області», село увійшло до складу Путивльської міської громади.
19 липня 2020 року, в результаті адміністративно-територіальної реформи та ліквідації Путивльського району, увійшло до складу новоутвореного Конотопського району.
22 червня 2023 року рішенням №230 Національної комісії зі стандартів державної мови віднесено до списку населених пунктів, які «можуть не відповідати лексичним нормам української мови», зокрема стосуватися «російської імперської чи колоніальної політики». Громаді рекомендовано обґрунтувати доцільність збереження поточної назви або запропонувати нову назву в установленому законодавством порядку.

## Населення
Згідно з переписом УРСР 1989 року чисельність наявного населення села становила 38 осіб, з яких 18 чоловіків та 20 жінок.
За переписом населення України 2001 року в селі мешкало 25 осіб.

### Мова
Розподіл населення за рідною мовою за даними перепису 2001 року:
| Мова       | Чисельність | Відсоток |
| ---------- | ----------- | -------- |
| російська  | 13          | 52%      |
| українська | 12          | 48%      |
| Усього     | 25          | 100%     |